# Marlene Kowalik
Marlene Kowalik (* 9. Juni 1984 in Homberg (Efze)) ist eine deutsch-polnische Fußballspielerin.

## Karriere

### Vereine
Kowalik spielte von 2006 bis 2011 bei der SG Essen-Schönebeck; sie kam über die Stationen FC Homberg, SG Gilsa-Jesberg und FCR 2001 Duisburg an die Ardelhütte. Die Mittelfeldspielerin ging nach dem Auslaufen ihres Vertrages bei der SG Essen-Schönebeck zum polnischen Ekstraliga-Team Pogoń Szczecin Women. Im Sommer 2012 kehrte sie nach Deutschland zurück und spielt seitdem für den BV Cloppenburg.

### International
2010 nahm Kowalik mit der Bundeswehr-Nationalmannschaft an der Fußball-Militärweltmeisterschaft in Frankreich teil.
Mittlerweile spielt Kowalik regelmäßig in der polnischen Nationalmannschaft, mit der sie bislang sämtliche Qualifikationsspiele für die Weltmeisterschaft 2011 bestritt.

### Spiele
In der Bundesliga hatte Kowalik für die SG Essen-Schönebeck folgende Einsätze:
- Saison 2010/2011: 1 Spiel, 0 Tore
- Saison 2009/2010: 15 Spiele, 0 Tore
- Saison 2008/2009: 8 Spiele, 1 Tor
- Saison 2007/2008: 13 Spiele, 0 Tore
- Saison 2006/2007: 22 Spiele, 3 Tore